# رازدولنویه (شهرستان رودینسکی، سرزمین آلتای)
رازدولنویه (به لاتین: Razdolnoye) یک منطقهٔ مسکونی در روسیه است که در سرزمین آلتای واقع شده‌است.